# リチャード・E・ミラー
リチャード・E・ミラー（Richard E. Miller、1875年3月22日 - 1943年1月23日）はアメリカ合衆国の画家である。アメリカの印象派の画家が多く集まったフランスのジヴェルニーで活動した画家の一人で、女性の人物画を多く描いた。

## 略歴
ミズーリ州のセントルイスで生まれた。父親はペンシルベニア州出身の土木技術者で橋梁建設が専門家だった。少年時代から絵を描き、肖像画家のGeorge Eichbaumの助手を務めた。1891年からセントルイス・ワシントン大学の美術学校の夜間コースで学び、1892年からフルタイムの学生になった。この学校はアメリカの大学が、その一部門として運営した最初の美術学校で、フランスのエコール・デ・ボザールの教育課程を採用していた。この学校でヨーロッパでの美術教育を研究したハルゼー・アイブス(Halsey Ives)や初代校長、ロートン・パーカー(Lawton Parker)に学んだ。
在学中の1893年に開かれたシカゴ万国博覧会でミラーは展覧会に展示された、印象派やトーナリズムなどの当時の新しい美術の潮流の作品を見ることができた 。セントルイス・ワシントン大学には付属施設としてミルドレッド・レーン・ケンパー美術館があって、1895年、1896年に開かれたジョン・ラファージやアメリカの「印象派」の代表的画家のセオドア・ロビンソンの展覧会を見ることができた。ミラーは美術学校で多くの賞を受賞した。
セントルイス・ワシントン大学の卒業生でパリから帰国したEdmund H. Wuerpelの指導を受け、その影響も受けた。当時のトーナリズムの流行のもとで風景画を描いた。卒業後は、1897年まで、留学資金を貯めるために、新聞、「St. Louis Post-Dispatch」の挿絵を描いた。セントルイス美術学校学生協会(St. Louis School of Fine Arts Student Association)が設立した最初のパリ留学奨学金を受賞した。
パリに留学した時点ですでに画家として十分に訓練を受けていたミラーは、多くのアメリカ人美術家が学んでいた、パリの私立美術学校、アカデミー・ジュリアンで学び、技量を向上させた。シカゴ出身の画家、パーカー(Lawton S. Parker)と親しくなり、アカデミー・ジュリアンの教授、ジャン＝ポール・ローランスやバンジャマン・コンスタンに指導を受けた。この頃からパリの華やかな女性を描くようになった。
当時、多くのアメリカ出身の画家が印象派の大家、クロード・モネの邸のあるジヴェルニーに集まって活動していて、ミラーもジヴェルニーを訪れ、フレデリック・カール・フリージキーと友人になった。ジヴェルニーで若いアメリカ人画家を指導することもあり、教え方がうまいという評判になった。ミラーが教えた画家にはイラストレーターのA・B・フロストの息子のジョン・ジャック・フロストや後にミラーと結婚するハリエット・アダムスがいた。
1910年に一旦セントルイスに帰国し、数か月後に再びジヴェルニーに渡り第一次世界大戦が始まるまで滞在した。
アメリカ帰国後は、ジヴェルニーで知り合った画家のガイ・ローズに誘われて、パサデナの美術学校、Stickney Memorial School of Artで、教師と働き、ロサンゼルスに住んだ。パサデナの裕福なパトロンの邸で絵を描いた。1917年にマサチューセッツ州のプロビンスタウンに移った。

## 作品

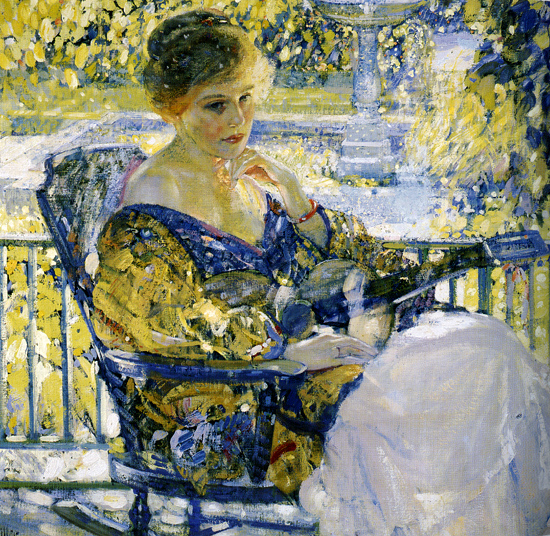
ギターを持つ女性
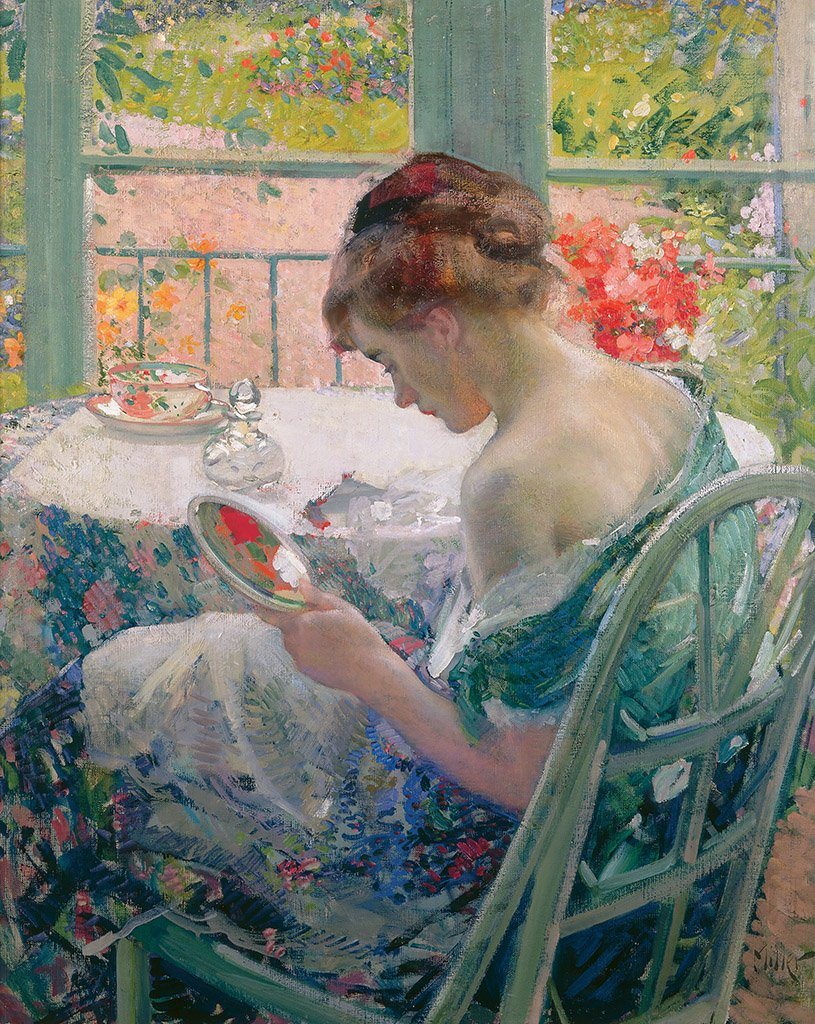
化粧　(c.1910)
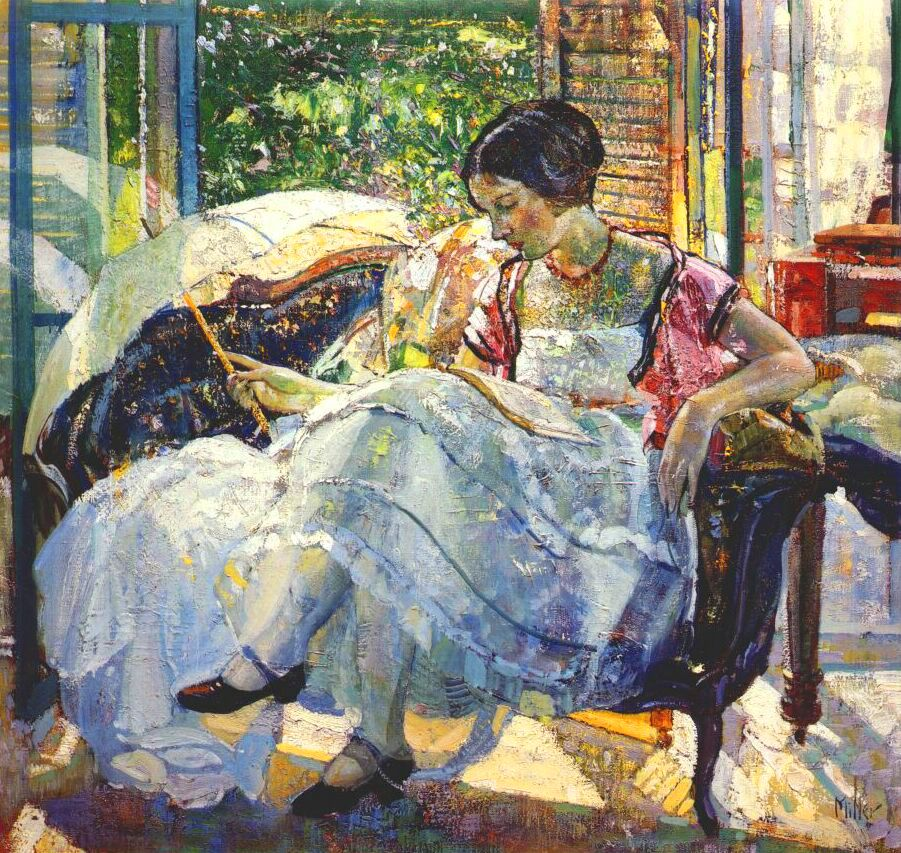
読書するレディ (c.1915)
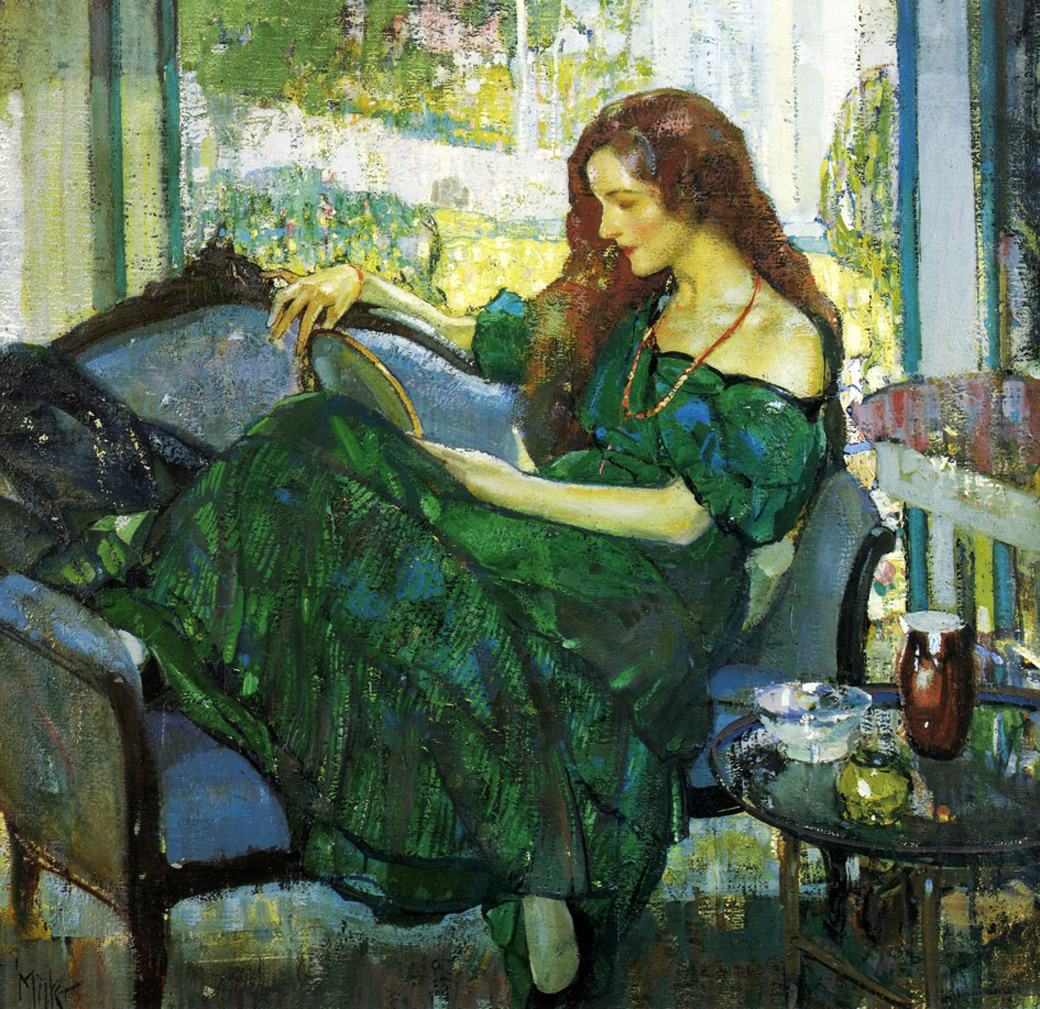
緑衣のMiss V. (c.1915)
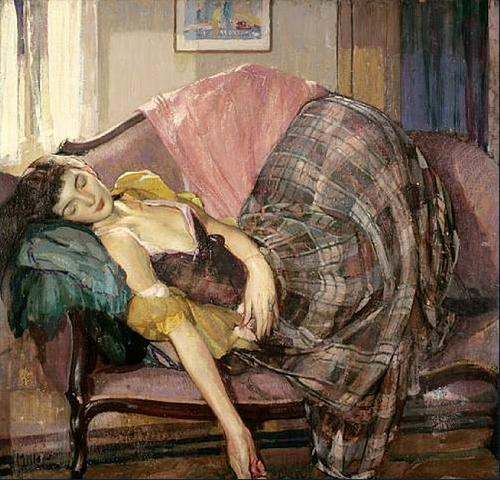
眠る女性
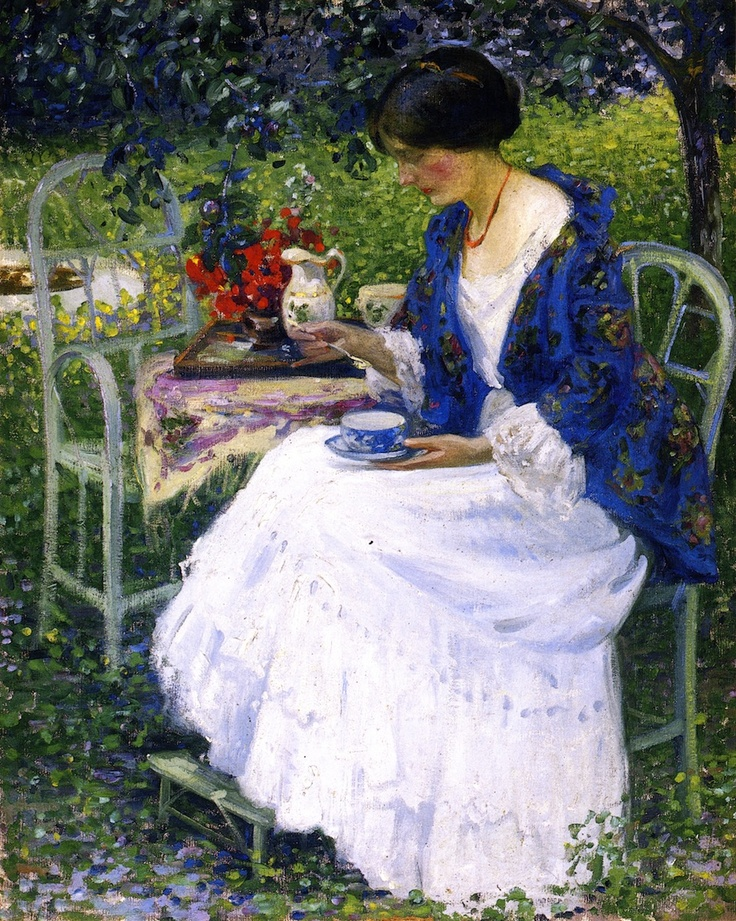
庭園でのお茶
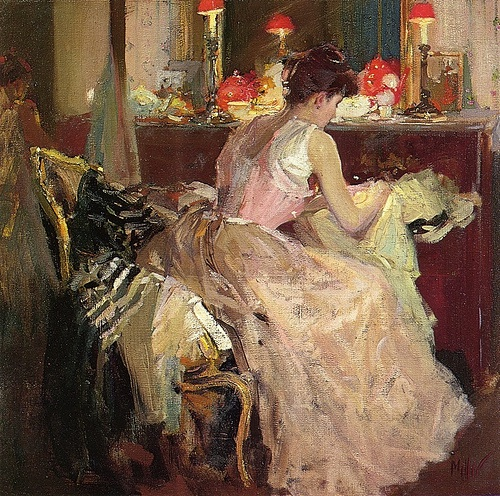
ランプの明かりで縫物 (c.1900)
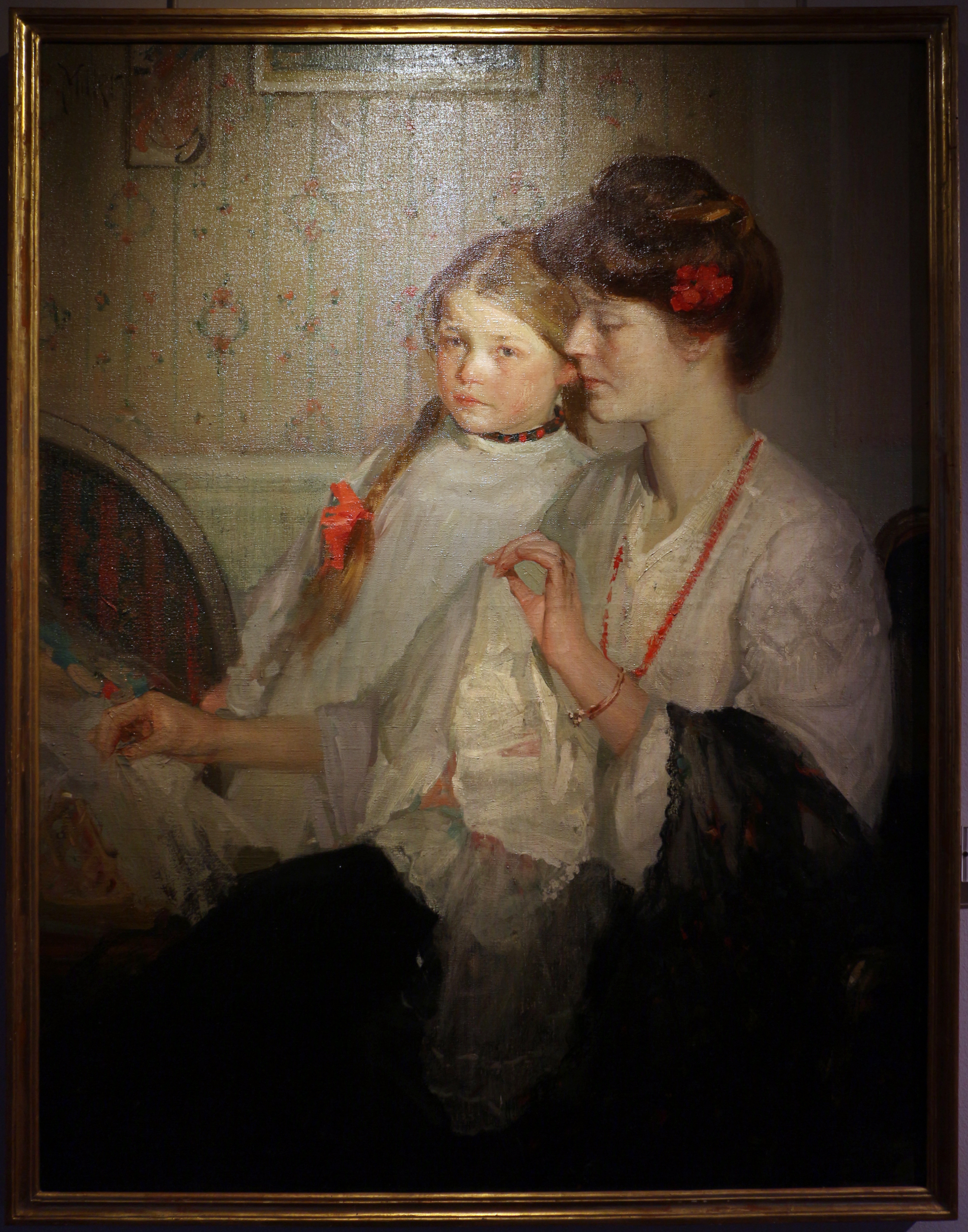
女性と幼女